# Ecclisocosmoecus scylla
Ecclisocosmoecus scylla är en nattsländeart som först beskrevs av Milne 1935.  Ecclisocosmoecus scylla ingår i släktet Ecclisocosmoecus och familjen husmasknattsländor. Inga underarter finns listade i Catalogue of Life.